# 松宮隆行
松宮 隆行（まつみや たかゆき、1980年2月21日 - ）は、日本の元男子陸上競技（長距離走・マラソン）選手。現役時代の所属はコニカミノルタ陸上競技部⇒愛知製鋼陸上競技部。秋田県鹿角市出身、秋田県立花輪高等学校卒業。2008年北京オリンピック男子長距離トラック日本代表。男子5000mの元日本記録保持者。30km競走の元世界記録保持者である。
かつて共にコニカミノルタに所属した松宮祐行 は双子の弟。兄弟ともに広島カープファンである。また、花輪高校の先輩には1993年世界陸上選手権女子マラソン金メダリストの浅利純子や、2001年世界陸上選手権男子マラソン代表の高橋健一らがいる。

## 略歴・人物
2006年（第90回）から2008年（第92回）まで、日本陸上競技選手権大会の男子5000mおよび10000mを3年連続2種目制覇した男子長距離トラックの日本チャンピオンである。卓越したスピードからロングスパートを仕掛け、先手を打って封じ込めるスタイルを持つ。2007年には世界陸上選手権大阪大会の日本代表に選出されたが、5000m予選で15着に終わり決勝進出はならなかった。2008年には北京オリンピック日本代表（他男子長距離代表は早稲田大学の竹澤健介）に選出。10000m決勝では中盤のペースアップについていけず31位、5000m予選では左足の靴が脱げ裸足で走るアクシデントもあり13着で予選敗退に終わった。
2003年2月に熊日30キロロードレースで優勝し、1時間28分36秒の世界最高記録をマークした。2004年1月にはIAAF（国際陸上競技連盟）がマラソンをはじめとするロード記録を世界記録として公認すると発表し、松宮の記録は世界記録となった。2005年2月の熊日30キロロードレースでは2年ぶり2度目の優勝を飾り、1時間28分00秒をマーク。世界記録を36秒更新している。その後マラソンにおける30km通過タイムをも世界記録として公認する変更があり、松宮の記録はハイレ・ゲブレセラシェにより11秒更新された。2007年7月、ベルギーでナイトオブアスレチックス5000mに出場し5位、13分13秒20をマークし高岡寿成の持つ日本記録を0秒20更新した。
2010年12月、福岡国際マラソンでは2時間10分54秒で日本人トップの3位に入ったが、翌2011年開催の世界陸上大邱大会男子マラソンの内定条件（2時間9分30秒未満）には届かず、世界陸上大会で自身初の男子マラソン代表は逃した。また、2012年2月にロンドンオリンピック男子マラソンの国内選考会・東京マラソン2012に出場したが、日本人トップで2位の藤原新が仕掛けた25Km付近からのロングスパートには対応できなかった。松宮自身初めて2時間10分を切る2時間9分28秒をマークしたが、ロンドン五輪への日本男子代表選出はならなかった。
2013年2月、世界陸上モスクワ大会男子マラソン選考会の東京マラソン2013に出場。30kmを過ぎて前田和浩らの先頭集団から徐々に離され、日本人2番手の9位に甘んじたが、自己ベスト記録を14秒更新。2013年12月、福岡国際マラソンに出場するも32km付近で川内優輝らの先頭集団についていけず終盤失速、2時間16分16秒の13位に終わった。
2015年3月31日付けでコニカミノルタを退社し、愛知製鋼に選手兼コーチとして移籍した。2021年3月末をもって現役を引退し、引き続き愛知製鋼にて長距離コーチを務める。

## 記録

### 自己ベスト
| 種目           | 記録          | 場所                             | 日付          | 備考       |
| -------------- | ------------- | -------------------------------- | ------------- | ---------- |
| 3000m          | 7分53秒52     | タリン（エストニア）             | 2003年7月30日 |            |
| 5000m          | 13分13秒20    | フースデン‐ゾルデル（ベルギー）  | 2007年7月28日 | 元日本記録 |
| 10000m         | 27分41秒75    | カリフォルニア（アメリカ合衆国） |               |            |
| ハーフマラソン | 1時間01分32秒 | 山口市（日本）                   | 2005年3月13日 |            |
| 30km           | 1時間28分00秒 | 熊本市（日本）                   | 2005年2月27日 | 元世界記録 |
| マラソン       | 2時間09分14秒 | 東京都（日本）                   | 2013年2月24日 |            |

### ニューイヤー駅伝成績
| 年     | 所属                    | 区間     | 区間順位 | 記録          | 総合順位 |
| ------ | ----------------------- | -------- | -------- | ------------- | -------- |
| 1999年 | コニカミノルタ (コニカ) | 出走なし | 出走なし | 出走なし      | 総合21位 |
| 2000年 | コニカミノルタ (コニカ) | 出走なし | 出走なし | 出走なし      | 総合4位  |
| 2001年 | コニカミノルタ (コニカ) | 2区      | 区間2位  | 1時間02分14秒 | 優勝     |
| 2002年 | コニカミノルタ (コニカ) | 2区      | 区間賞   | 1時間02分45秒 | 優勝     |
| 2003年 | コニカミノルタ (コニカ) | 2区      | 区間2位  | 1時間03分25秒 | 優勝     |
| 2004年 | コニカミノルタ (コニカ) | 3区      | 区間6位  | 32分48秒      | 準優勝   |
| 2005年 | コニカミノルタ (コニカ) | 2区      | 区間2位  | 1時間02分49秒 | 優勝     |
| 2006年 | コニカミノルタ (コニカ) | 2区      | 区間賞   | 1時間02分18秒 | 優勝     |
| 2007年 | コニカミノルタ (コニカ) | 1区      | 区間4位  | 34分51秒      | 総合4位  |
| 2008年 | コニカミノルタ (コニカ) | 2区      | 区間賞   | 1時間02分28秒 | 優勝     |
| 2009年 | コニカミノルタ (コニカ) | 1区      | 区間2位  | 35分41秒      | 総合4位  |
| 2010年 | コニカミノルタ (コニカ) | 6区      | 区間賞   | 34分23秒      | 準優勝   |
| 2011年 | コニカミノルタ (コニカ) | 3区      | 区間4位  | 38分48秒      | 総合9位  |
| 2012年 | コニカミノルタ (コニカ) | 4区      | 区間2位  | 1時間03分25秒 | 準優勝   |
| 2013年 | コニカミノルタ (コニカ) | 7区      | 区間賞   | 46分46秒      | 優勝     |
| 2014年 | コニカミノルタ (コニカ) | 1区      | 区間15位 | 35分42秒      | 優勝     |
| 2015年 | コニカミノルタ (コニカ) | 6区      | 区間7位  | 38分20秒      | 準優勝   |
| 2016年 | 愛知製鋼                | 5区      | 区間6位  | 48分18秒      | 総合13位 |
| 2017年 | 愛知製鋼                | 5区      | 区間9位  | 48分01秒      | 総合13位 |
| 2018年 | 愛知製鋼                | 6区      | 区間6位  | 36分49秒      | 総合13位 |
| 2019年 | 愛知製鋼                | 6区      | 区間25位 | 37分31秒      | 総合19位 |
| 2020年 | 愛知製鋼                | 出走なし | 出走なし | 出走なし      | 総合29位 |
| 2021年 | 愛知製鋼                | 6区      | 区間23位 | 37分37秒      | 総合25位 |